# Liste der Kulturdenkmale in Frankenblick
Die Liste der Kulturdenkmale in Frankenblick führt die Kulturdenkmale der Ortsteile Blatterndorf, Döhlau, Effelder, Forschengereuth, Grümpen, Hämmern, Mengersgereuth, Meschenbach, Rabenäußig, Rauenstein, Rückerswind, Schichtshöhn und Welchendorf der Gemeinde Frankenblick im fränkischen Landkreis Sonneberg im Freistaat Thüringen auf. Grundlage dieser Liste ist das Buch Denkmaltopographie Bundesrepublik Deutschland – Kulturdenkmale in Thüringen / Landkreis Sonneberg von Thomas Schwämmlein mit dem 30. Mai 2005 als Stand der Erfassung. Die folgenden Angaben ersetzen nicht die rechtsverbindliche Auskunft der Denkmalschutzbehörde.

## Einzeldenkmale

### Blatterndorf
| Bild            | Bezeichnung               | Lage              | Datierung | Beschreibung                                                | ID |
| --------------- | ------------------------- | ----------------- | --------- | ----------------------------------------------------------- | -- |
| Fotos hochladen | Wohnhaus der Schneidmühle | Mühlweg 1 (Karte) |           | Massiv- und Fachwerkbau mit Satteldach, 1712                |    |
| Fotos hochladen |                           | Sandweg 2 (Karte) |           | Backhaus, 1865                                              |    |
| Fotos hochladen | Wohnstallhaus             | Sandweg 9 (Karte) |           | Massiv- und Fachwerkbau mit Satteldach, 17.–19. Jahrhundert |    |

### Döhlau
| Bild            | Bezeichnung              | Lage               | Datierung | Beschreibung | ID |
| --------------- | ------------------------ | ------------------ | --------- | ------------ | -- |
| Fotos hochladen | Brücke über die Effelder | Ortsstraße (Karte) | 1908      |              |    |
| Fotos hochladen | Brücke über die Effelder | Ortsstraße (Karte) | 1891      |              |    |

### Effelder
| Bild                           | Bezeichnung                       | Lage                                      | Datierung               | Beschreibung | ID |
| ------------------------------ | --------------------------------- | ----------------------------------------- | ----------------------- | --- | -- |
| Fotos hochladen                | Wohnhaus                          | Alter Weg 2, ehemals Schulstraße (Karte)  |                         | Massiv- und Fachwerkbau mit Satteldach, bezeichnet 1728 und 1744 |    |
| Fotos hochladen                | Zweiseithof (Brandshof)           | Alter Weg 16, ehemals Schulstraße (Karte) | 1950/51                 | Massiv- und Fachwerkbau mit Satteldach |    |
| weitere Bilder Fotos hochladen | Kirche St. Kilian                 | Kirchberg 7 (Karte)                       | 12./13.–20. Jahrhundert | Saalkirche mit eingezogenem Chor und Chorturm |    |
| weitere Bilder Fotos hochladen | Tanzlinde                         | Kirchberg 10 (Karte)                      | 18.–20. Jahrhundert     | |    |
| weitere Bilder Fotos hochladen | Schloss Effelder                  | Schlossgasse 20 (Karte)                   | 14.–20. Jahrhundert     | Massivbau mit Mansardwalmdach |    |
| Fotos hochladen                | Sandsteinfindling „krummer Stein“ | Flurteil Himmelreich (Karte)              |                         | Der Sandsteinfindling „krummer Stein“ wurde 1378 erstmals in einer Grenzbeschreibung erwähnt. Er war ein natürliches Grenzzeichen zwischen dem Schaumbergischen Amt Schalkau und dem Hennebergisch-Meißnischen Amt Neustadt auf der Heide. Später markierte er die Grenze zwischen dem Herzogtum Sachsen-Meiningen und dem Herzogtum Sachsen-Coburg, danach zwischen Thüringen und Bayern sowie von 1949 bis 1990 zwischen der DDR und der BRD. |    |

### Forschengereuth
| Bild                                    | Bezeichnung          | Lage                  | Datierung | Beschreibung                                                         | ID |
| --------------------------------------- | -------------------- | --------------------- | --------- | -------------------------------------------------------------------- | -- |
| Direkt Bild zu diesem Denkmal hochladen | Ehemaliges Forsthaus | Sonneberger Straße 18 |           | verschieferter Fachwerkbau mit Satteldach und Anbau, bezeichnet 1927 |    |

### Grümpen
| Bild            | Bezeichnung | Lage                                 | Datierung             | Beschreibung | ID |
| --------------- | ----------- | ------------------------------------ | --------------------- | ------------ | -- |
| Fotos hochladen | Backhaus    | Ortsstraße, gegenüber Nr. 18 (Karte) | Mitte 19. Jahrhundert |              |    |
| Fotos hochladen | Zweiseithof | Ortsstraße 22 (Karte)                | 19./20. Jahrhundert   |              |    |
| Fotos hochladen | Zweiseithof | Ortsstraße 24 (Karte)                | 19./20. Jahrhundert   |              |    |

### Hämmern
| Bild            | Bezeichnung                       | Lage                    | Datierung       | Beschreibung                                                             | ID |
| --------------- | --------------------------------- | ----------------------- | --------------- | ------------------------------------------------------------------------ | -- |
| Fotos hochladen | Ehemaliges Forsthaus Augustenthal | Augustenthal 1 (Karte)  | 1861/62         | Massiv- und Fachwerkbau mit Flachsatteldach, von Oskar Friedrich Ortmann |    |
| Fotos hochladen | Ehemaliger Oberer Schutzteich     | An der Effelder (Karte) | 18. Jahrhundert |                                                                          |    |

### Mengersgereuth
| Bild                                    | Bezeichnung                                                         | Lage                                 | Datierung           | Beschreibung | ID |
| --------------------------------------- | ------------------------------------------------------------------- | ------------------------------------ | ------------------- | --- | -- |
| Fotos hochladen                         | Wohnhaus                                                            | Bahnhofstraße 29                     | 1950–1952           | Massiv- und Fachwerkbau mit Satteldach, von Kurt Brückner |    |
| weitere Bilder Fotos hochladen          | Evangelisch-lutherische Kirche Christus dem Erlöser (Erlöserkirche) | Freiherr-vom-Stein-Straße 35 (Karte) | 18.–20. Jahrhundert | Saalkirche mit Apsis und Giebelturm |    |
| Fotos hochladen                         | Gemeindehaus                                                        | Freiherr-vom-Stein-Straße 39         |                     | Gemeindehaus der evangelisch-lutherischen Kirchengemeinde, Massivbau mit Walmdach, bezeichnet 1960, von Max Brückner |    |
| Fotos hochladen                         | Kriegerdenkmal                                                      | Freiherr-vom-Stein-Straße 39         | um 1920             | |    |
| Fotos hochladen                         | Effelderbachtal-Viadukt                                             | Mühlstraße                           |                     | Das Effelderbachtal-Viadukt wurde 1909 im Rahmen des Baus der eingleisigen Bahnstrecke Eisfeld–Sonneberg als mit Sandstein-Rustika verkleidete Bruchsteinkonstruktion mit 3800 Kubikmeter Sandstein errichtet. 1966/67 folgte eine Instandsetzung. Das im Grundriss gekrümmte Viadukt ist 97,4 Meter lang, 18,5 Meter hoch und überspannt mit vier Gewölben von je 17 Meter lichter Weite das Tal der Effelder. Die Pfeiler sind durch Werksteingesime in Kämpferhöhe, wappenförmige Blendfelder und verblendete Spargewölbe in den Bogenzwickeln gegliedert. |    |
| Fotos hochladen                         | Ehemalige Mühle (Kleinmühle)                                        | Mühlstraße 15                        | 18.–20. Jahrhundert | |    |
| Direkt Bild zu diesem Denkmal hochladen | Grenzsteine                                                         | Großer Mühlberg                      |                     | Grenzsteine des ehemaligen Mühlberghofes |    |

### Meschenbach
| Bild                                    | Bezeichnung                                  | Lage                      | Datierung           | Beschreibung                                                          | ID |
| --------------------------------------- | -------------------------------------------- | ------------------------- | ------------------- | --------------------------------------------------------------------- | -- |
| weitere Bilder Fotos hochladen          | Evangelisch-lutherische Kirche St. Katharina | (Karte)                   | 18.–20. Jahrhundert | Saalkirche mit Chorturm                                               |    |
| weitere Bilder Fotos hochladen          | Alter Friedhof                               | (Karte)                   | 19.–20. Jahrhundert |                                                                       |    |
| Direkt Bild zu diesem Denkmal hochladen | Landesgrenzsteine                            | Haderleite und Götzenberg |                     | Grenzsteine des Gerichtes/Amtes Schalkau und des Gerichtes Rauenstein |    |

### Rabenäußig
| Bild            | Bezeichnung      | Lage                  | Datierung | Beschreibung                            | ID |
| --------------- | ---------------- | --------------------- | --------- | --------------------------------------- | -- |
| Fotos hochladen | Friedhofskapelle | Friedhof Melchersberg | 1965      | Massivbau mit Satteldach und Dachreiter |    |

### Rauenstein
| Bild                                    | Bezeichnung                                        | Lage                              | Datierung           | Beschreibung                                                                    | ID |
| --------------------------------------- | -------------------------------------------------- | --------------------------------- | ------------------- | ------------------------------------------------------------------------------- | -- |
| weitere Bilder Fotos hochladen          | Burgruine Rauenstein                               | Burgberg (Karte)                  | 14.–17. Jahrhundert |                                                                                 |    |
| Fotos hochladen                         | Ehemaliges Kinderheim                              | Georgii-Straße 7                  |                     | Massivbau mit Sattel- und Walmdach, bezeichnet 1907, von Karl Behlert           |    |
| Fotos hochladen                         | Wohn- und Geschäftshaus                            | Georgii-Straße 8                  |                     | Massivbau mit Walmdach, bezeichnet 1927, von Eduard Liebermann                  |    |
| weitere Bilder Fotos hochladen          | Evangelisch-lutherische Kirche St. Maria und Georg | Kirchberg (Karte)                 | 15.–20. Jahrhundert | Saalkirche mit eingezogenem Chor und Turm                                       |    |
| Fotos hochladen                         | Wohnhaus                                           | Kirchberg (seit 2010 Burgberg) 11 | Um 1910             | verschieferter Fachwerkbau mit Satteldach (Elise Truckenbrodt ,- Lisenhaus)     |    |
| Fotos hochladen                         | Wohnhaus                                           | Lehnersgasse 25                   |                     | Massiv- und Fachwerkbau mit Eckturm, bezeichnet 1905                            |    |
| Fotos hochladen                         | Villa                                              | Lehnersgasse 28                   |                     | Massiv- und Fachwerkbau mit Eckturm, bezeichnet 1905                            |    |
| Fotos hochladen                         | Villa                                              | Lehnersgasse 29                   |                     | verputzter Massiv- und Fachwerkbau mit Walmdach, bezeichnet 1907 (Villa Pensky) |    |
| Fotos hochladen                         | drei Glasbilder                                    | Reitgasse 10                      | 1970er Jahre        | von Otto Hofmann                                                                |    |
| Direkt Bild zu diesem Denkmal hochladen | Herrengarten mit Grabstätte Georgii                | Schönberg                         |                     | 19./20. Jahrhundert                                                             |    |
| Direkt Bild zu diesem Denkmal hochladen | Landesgrenzstein                                   | Schönberg                         | 1588                | Grenzstein des Gerichtes/Amtes Schalkau und des Gerichtes Rauenstein            |    |
| weitere Bilder Fotos hochladen          | Neues Schloss                                      | Schlossstraße 3 (Karte)           | 17.–19. Jahrhundert | Massiv- und Fachwerkbau mit Mansarddach                                         |    |
| Fotos hochladen                         | Grabstätte Familie Albrecht Michaelis              | Friedhof                          | um 1905             |                                                                                 |    |

### Rückerswind
| Bild            | Bezeichnung         | Lage                                         | Datierung       | Beschreibung    | ID |
| --------------- | ------------------- | -------------------------------------------- | --------------- | --------------- | -- |
| Fotos hochladen | Backhaus            | Entlang der Straße Rückerswind, am Dorfteich | 19. Jahrhundert |                 |    |
| Fotos hochladen | Transformatorenhaus | Straße Rückerswind in Richtung Döhlau        |                 | bezeichnet 1919 |    |

### Schichtshöhn
| Bild            | Bezeichnung                            | Lage                     | Datierung | Beschreibung                         | ID |
| --------------- | -------------------------------------- | ------------------------ | --------- | ------------------------------------ | -- |
| Fotos hochladen | Glocke mit Armaturen und Glockenträger | Schichtshöhner Straße 77 | 1875      |                                      |    |
| Fotos hochladen | Friedhofskapelle                       | Schichtshöhner Straße    | 1947/48   | Massivbau mit Walmdach, von Max Kühn |    |
| Fotos hochladen | Gedenkstein                            | Flurteil Isak            | 1917      |                                      |    |

### Welchendorf
| Bild            | Bezeichnung | Lage                  | Datierung | Beschreibung | ID |
| --------------- | ----------- | --------------------- | --------- | ------------ | -- |
| Fotos hochladen | Docke       | Rother Straße (Karte) | 1467      |              |    |

Landesgrenzsteine des Herzogtums Sachsen-Meiningen und des Herzogtums Sachsen-Coburg stehen auf einem Teil der Gemarkungsgrenzen von Effelder, Korberoth, Rückerswind und Schichtshöhn.

## Denkmalensemble
| Bild            | Bezeichnung          | Lage                          | Datierung               | Beschreibung | ID |
| --------------- | -------------------- | ----------------------------- | ----------------------- | ------------ | -- |
| Fotos hochladen | Hofanlagen in Döhlau | Koordinaten fehlen! Hilf mit. | 17. bis 20. Jahrhundert |              |    |

## Bodendenkmale
In Hämmern gibt es in den Flurteilen Birkenberg und Rothenberg Spuren spätmittelalterlichen und frühneuzeitlichen Eisenerzbergbaus und im Ranzengrund von frühneuzeitlichem Tafelschieferbruch.

| Bild                                    | Bezeichnung | Lage                          | Datierung | Beschreibung | ID |
| --------------------------------------- | ----------- | ----------------------------- | --------- | ------------ | -- |
| Direkt Bild zu diesem Denkmal hochladen |             | Koordinaten fehlen! Hilf mit. |           |              |    |